# Hetty Nietsch
Hetty Nietsch (1958) is een Nederlands journaliste en documentairemaakster.

## Biografie
Nietsch studeerde aan de Hogeschool van Utrecht, en ging in 1980 bij het Utrechts Nieuwsblad werken. In 1982 stapte ze over naar Trouw. In 1986 werd aan Nietsch samen met haar collega Trouw-journalist Jolan Douwes de aanmoedigingsprijs Het Gouden Pennetje uitgereikt, voor hun serie artikelen over kinderen en euthanasie.
Vanaf 1995 werkte ze voor de televisie; aanvankelijk bij de VARA als redacteur van het programma 'De Ronde van Witteman' en vanaf 1997 bij de NPS, als verslaggeefster voor NOVA. In 2002 keerde ze weer terug naar de VARA waar ze voor Zembla werkt. In 2007 werd haar documentaire Valentijn uitgezonden, waarin ze de transgender Valentijn vanaf 8-jarige leeftijd negen jaar volgt in haar transitie van man naar vrouw.
Ze was van 1995 tot 2002 tevens bestuurslid van Christelijke Pers en van 2010 tot 2018 lid van de Raad voor de Journalistiek.

## Documentaires

### Algemeen
- 2000 De Kroon die Knelt - i.o.v. NOS, over 20 jaar koningin Beatrix
- 2007 'Valentijn', negen jaar uit het leven van Valentijn die een meisje wil zijn.
- 2012 'Afscheid van de Plantage' - over de geschiedenis van Studio Plantage waar vele tv-programma's werden gemaakt.
- 2012 'Aids, Vluchten kon niet meer', over de uitbraak van aids in de jaren tachtig onder personeel van de KLM.[3]
- 2013 "25 jaar Spijkers met Koppen', documentaire naar aanleiding van jubileum van het radioprogramma.
- 2014 'De Kleine Wereld van Machteld Cossee', zes jaar uit het leven van een jonge vrouw die doof en blind zal worden. Camera: Lisa Bom, dochter van Hetty Nietsch. Première tijdens het Nederlands Filmfestival op 1 oktober 2014 in Utrecht.[4]
- 2016 'Enkele Reis naar het Kalifaat' verhalen van de achterblijvers van de jongeren die naar Syrië uitreisden.[5]
- 2017 'De Oorlogsrecherche', drieluik over het Team Internationale Misdrijven van de nationale politie die daders van oorlogsmisdrijven die zich in Nederland bevinden opsporen.[6]
- 2018 'Verlaten', over mannen en vrouwen die na een lange relatie door hun partner zijn verlaten, over liefdesverdriet en 'heimwee naar de toekomst'.[7]
- 2018 'Uit Coma', tweeluik over coma met Paul Witteman als presentator.[8]
- 2019 'Het Fatale Scooterongeluk' over een 8 jaar durende rechtszaak tegen twee jongens die op de vlucht voor de politie een voetganger doodreden en elkaar de schuld gaven van het besturen van de motorscooter. Genomineerd voor de Jacq. van Veen-persprijs.[9]
- 2020 'Sonja Barend 80 jaar', documentaire met collega-presentatoren over Sonja Barend.[10]
- 2020 'Youp van 't Hek 70', documentaire in de aanloop naar de laatste Oudejaarsconference van Youp van 't Hek.
- 2021 'Jij Bent Van Mij', een documentaire over de impact van stalking
- 2021 'Alleen met Jenever', in samenwerking met Kelly Klingenberg, een film over haar vader die in eenzaamheid overleed, een aantal weken dood in zijn huis lag - wie was hij, waarom verkoos hij de drank boven zijn geliefden?
- 2022 Paul de Leeuw 60
- 2022 De vele gezichten van Tineke Schouten
- 2022 'Help Me', een jaar lang bij het Crisis Interventie Team van de stad Tilburg
- 2022 'Femicide' regie-coach bij de documentaire van Roxanne Herder en Eva Strating

### Afleveringen Zembla
- 2002 Gelukszoekers uit het Oosten
- 2003 De Stille Getuigen van Venlo
- 2003 Gevaarlijke Moeders
- 2003 Afpersingen
- 2003 Vis, Drugs & Rock 'n Roll (over drugsgebruik op Urk)
- 2004 Bang voor Beatrix
- 2004 Dikke Kinderen
- 2004 Bang voor de Kampers
- 2004 De Vier van Vier Miljoen
- 2004 De Professor en de Parkmoord
- 2005 Leugens van Bernhard
- 2005 Foute Agenten
- 2005 TBS-er zoekt Vrouw
- 2006 Aasgieren en Erfgenamen
- 2006 Ruzie in het Radboud
- 2006 Ziekenhuisbacterie in de Verkensstal
- 2007 Mr. Moszkowicz
- 2007 Moord, Doodslag, Taakstraf
- 2008 De Trucs van Char, het Medium
- 2009 Macho's in de Zorg
- 2009 Ontucht in de Kerk
- 2009 Mr. Ferrari
- 2009 De Slapeloze Nachten van de Kroonprins

- 2010 Ontsporen op de Hangplek
- 2010 De ADHD-hype
- 2010 Einde van de Rashond
- 2011 Moord op de Honingbij
- 2011 Kerncentrales verkopen doe je zo!
- 2012 Panda's onder vuur
- 2013 Vechtscheidingen
- 2014 Ouderenmishandeling
- 2015 Ouders van Tegenwoordig
- 2017 Stiefkind van de Rekening
- 2018 Love me Tinder
- 2019 Misbruik op weg naar het Paradijs (Jehova's)
- 2019 Gegijzeld door Anorexia